# Aragami
Aragami (荒神) là một bộ phim hành động có kinh phí thấp được sản xuất vào năm 2003 của đạo diễn Nhật Bản Kitamura Ryūhei. Bộ phim này là tác phẩm cạnh tranh của Kitamura trong Duel Project, một project do nhà sản xuất Kawai Shinya đề xướng mà trong đó, Kitamura và đạo diễn Tsutsumi Yukihiko làm những bộ phim chi phí thấp cạnh tranh với nhau.

## Khái yếu

### Duel Project
Trong một đêm uống rượu, nhà sản xuất Kawai Shinya đã đề ra một cuộc thách thức đối với hai đạo diễn Kitamura Ryūhei và Tsutsumi Yukihiko mà phần thắng thuộc về người làm ra bộ phim hay nhất chỉ với hai Diễn viên chính, trong một khung cảnh quay và thời gian kéo dài trong một tuần.
Aragami là tác phẩm đầu tiên của đạo diễn Kitamura trong project này. Để đáp trả, Tsutsumi Yukihiko cũng tung ra bộ phim 2LDK, một bộ phim về một nữ Diễn viên và một người mẫu Gravure ở chung một căn phòng với nhau.

### Nội dung
Phim mở đầu bằng cảnh hai Samurai trẻ bị thương nặng nề từ chiến trường tìm đến một ngôi đền bí ẩn vào một đêm mưa bão. Chủ nhân của ngôi đền này là một kiếm khách và một người phụ nữ kỳ lạ. Khi tỉnh dậy, một Samurai hay tin bạn mình đã qua đời vì vết thương không thể cứu chữa. Ban đầu, chủ nhân của ngôi đền tỏ ra rất hiếu khách và câu chuyện dẫn dắt người xem đến những mâu thuẫn giữa chàng Samurai trẻ và kiếm khách bí ẩn thông qua những câu thoại đầy lý tính trong khi họ ngồi uống rượu với nhau. Về sau, vị chủ đền tiết lộ rằng mình chính là Miyamoto Musashi, kiếm khách vô song bất bại trong lịch sử và đồng thời cũng là Aragami, vị thần của võ nghệ và chiến đấu. Aragami yêu cầu chàng Samurai trẻ ban cho mình cái chết vì mình đã sống quá lâu và không thể nào chết một cách tự nhiên được. Ban đầu chàng trai trẻ tìm cách trốn chạy khỏi ngôi đền và lời thách đấu của Aragami, nhưng rồi cũng dần chấp nhận số phận của mình khi nhận ra bản thân mình là ai...
Chỉ với một địa điểm quay, hai Diễn viên chính, Aragami thực sự là một bộ phim rẻ tiền theo nghĩa đen nhưng lại cuốn hút người xem ở tài dàn dựng, dẫn dắt của đạo diễn.

### Thông tin
- Đạo diễn: Kitamura Ryūhei
- Sản xuất: Kawai Shinya
- Kịch bản: Kitamura Ryūhei
- Diễn viên: Ōsawa Takao, Katō Masaya, Uotani Kanae
- Ngày phát hành: 27-3-2003
- Thời lượng: 70 phút
- Ngôn ngữ: tiếng Nhật